# Bankhaus Lampe

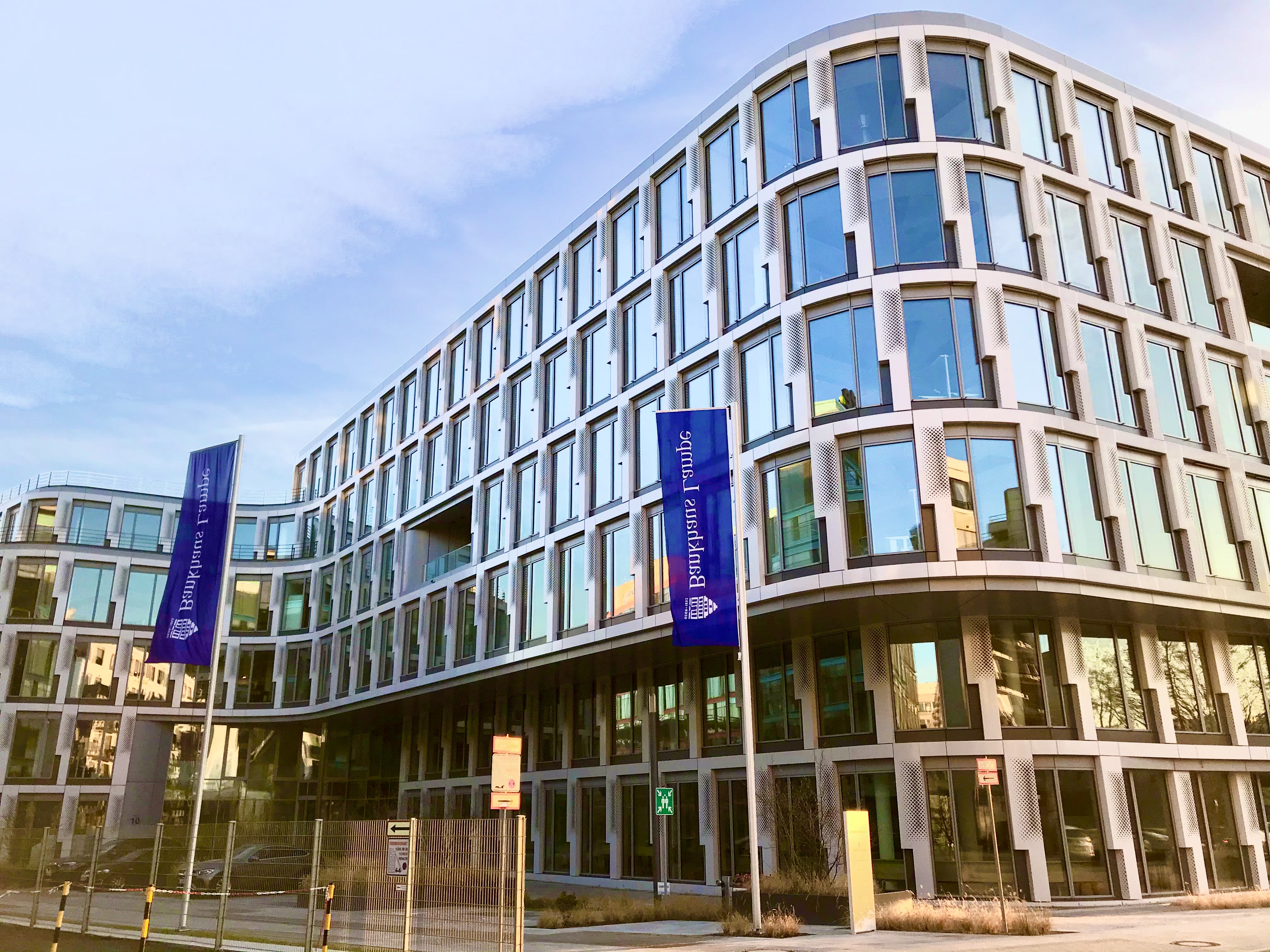
Zentrales Verwaltungsgebäude Düsseldorf

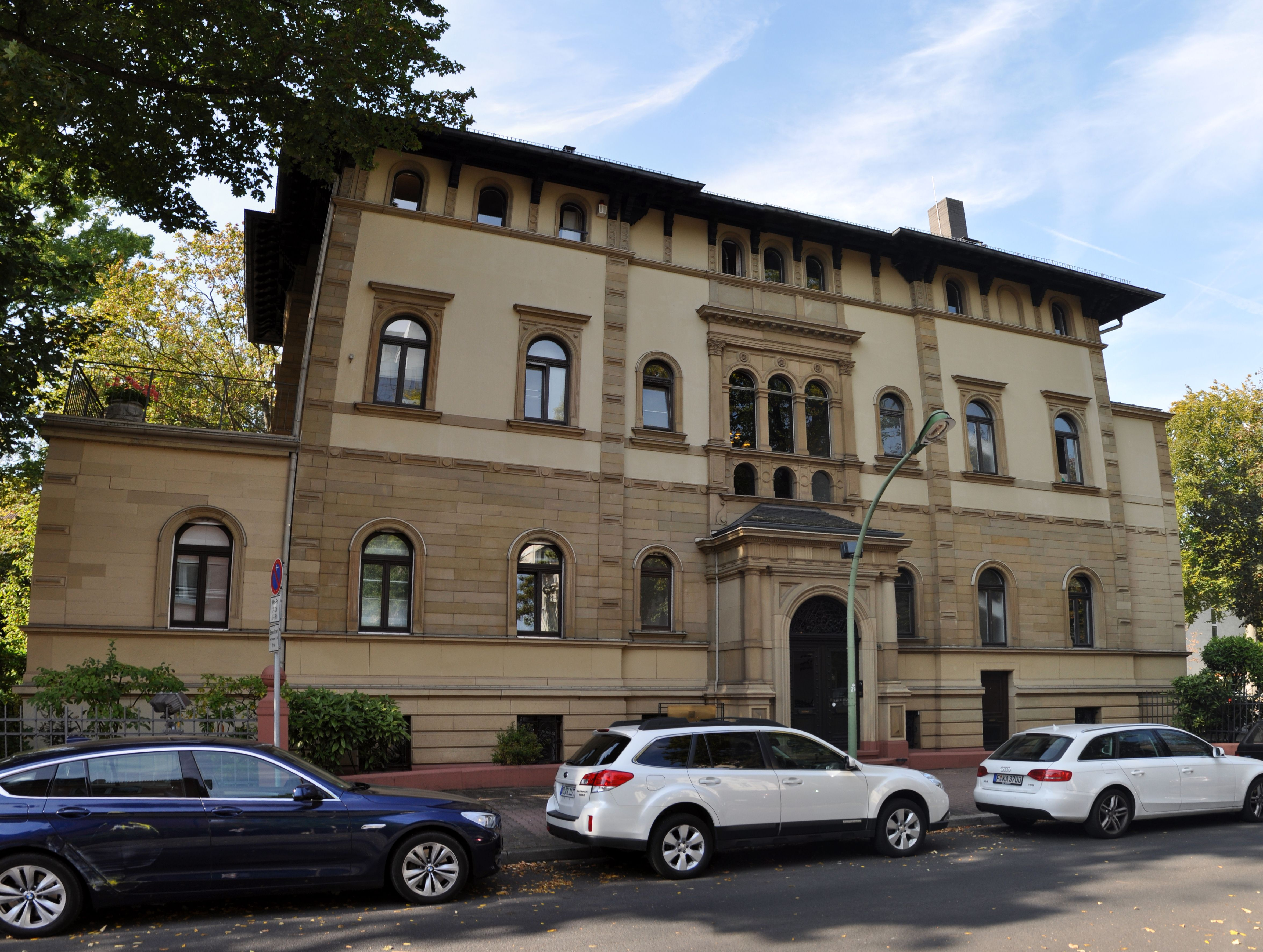
Niederlassung in Frankfurt

Das Bankhaus Lampe war eine Privatbank in Deutschland. Das 1852 gegründete Unternehmen war drei Jahrzehnte eine Tochter des Bielefelder Familienunternehmens Dr. August Oetker KG. Im März 2020 verkaufte Dr. Oetker das Bankhaus Lampe an die Frankfurter Privatbank Hauck & Aufhäuser, die dem chinesischen Mischkonzern Fosun gehört.
Das Bankhaus Lampe firmierte als Kommanditgesellschaft und wurde zuletzt von den persönlich haftenden Gesellschaftern Klemens Breuer (Sprecher), Markus Bolder und Ute Gerbaulet geführt. Stammsitz der Bank war Bielefeld, die Geschäftsführung sowie Zentral- und Stabsabteilungen hatten ihren Sitz am Finanzplatz Düsseldorf. Im März 2020 bezog das Bankhaus sein neues zentrales Verwaltungsgebäude für seine 400 Mitarbeiter in Düsseldorf-Golzheim. Daneben bestanden weitere Niederlassungen und Tochtergesellschaften in Berlin, Bonn, Frankfurt am Main, Hamburg, München, Münster, Osnabrück und Stuttgart sowie in New York City, London und Wien.

## Geschichte
Am 1. Oktober 1852 gründete der 24-jährige Hermann Lampe das Unternehmen als Bank- und Speditionsgeschäft in Minden. Bereits gegen Ende des 19. Jahrhunderts wurden Gründungen von Aktiengesellschaften begleitet, Obligationen platziert und erste Kontakte ins Ausland geknüpft. Lampe verunglückte 1877 tödlich. Das Bankhaus wurde daraufhin von seinem angestellten Mitarbeiter Carl Siebe und dessen Vetter Wilhelm Wegener übernommen. Deren Söhne Wilhelm Siebe und Karl Wegener übernahmen die Firma im Jahr 1917.
Im Juli 1949 erfolgte die Umwandlung des Unternehmens aus der bisherigen Rechtsform der offenen Handelsgesellschaft in eine Kommanditgesellschaft. Zugleich wechselte Hugo Ratzmann vom Bankhaus Hardy & Co. als persönlich haftender Gesellschafter und alleiniger Geschäftsführer zum Bankhaus Lampe. Indem der Bielefelder Unternehmer Rudolf-August Oetker 8,4 Millionen D-Mark einbrachte, wurde er Mehrheitsgesellschafter. Weitere Anteilseigner waren die 1887 von Carl Albrecht Delius gegründeten Bielefelder Firma C.A. Delius & Söhne und die Hamelner Reese GmbH.
Am 9. Mai 1951 bezog die Bank das Gebäude am Alten Markt in Bielefeld. Zugleich wurde der Hauptsitz des Unternehmens nach Bielefeld verlegt, während vorerst noch eine Zweigstelle in Minden erhalten blieb. Nachdem Ratzmann 1960 bei einem Unfall gestorben war, wurden zunächst für ein Jahr Carl Melien und danach ab 1961 Horst Herold alleiniger persönlich haftender Gesellschafter. Nachdem die Deutsche Bundesbank das Bankhaus als Teil der Oetker-Gruppe ansah und eine Beteiligung Oetkers an der Leitung verlangte, schied Herold Ende 1963 wieder aus, weil er nach Auskunft der Bank deren „Selbständigkeit und Unabhängigkeit“ nicht mehr gewährt sah.
Am 1. Januar 1964 wurde der bisherige Kommanditist Rudolf-August Oetker zum Komplementär. Zu geschäftsführenden Direktoren wurden Hans Heuer und Rudolf von Ribbentrop (* 1921), Sohn des ehemaligen Reichsaussenministers, ernannt. 200 Mitarbeiter arbeiteten damals an vier Standorten.
In den folgenden zwei Jahrzehnten stieg die Anzahl der Mitarbeiter auf mehr als 370 Personen.
1968 wurde das Bankhaus Erich Sültz übernommen und zur Hamburger Niederlassung umgewandelt. 1972 wurde von Ribbentrop geschäftsführender Direktor der Bank.
Am 1. Januar 1974 übernahm die damalige Deutsche Genossenschaftskasse, welche ab 1975 als DG Bank firmierte, 25 Prozent der Anteile am Bankhaus Lampe.
Ende der 1980er Jahre eröffnete die Niederlassung Frankfurt mit dem Schwerpunkt Wertpapiergeschäft und Vermögensverwaltung.
Zum 1. Juli 1990 übernahm die Oetker-Gruppe den 25-prozentigen Anteil der DG Bank.
Der seit 1969 beim Bankhaus Lampe tätige Christian Graf von Bassewitz wurde 1992 zum Sprecher der Geschäftsleitung und 1993 auch zum persönlich haftenden Gesellschafter ernannt.
Im Jahr 1998 übernahm das Bankhaus Lampe die Frankfurter Bankgesellschaft gegr. 1899 AG und gliederte sie in die Frankfurter Niederlassung ein. Im selben Jahr wurde eine siebente Niederlassung in München gegründet.
1999 wurden Karl-Heinz Franke und 2002 Peter Ebertz zu persönlich haftenden Gesellschaftern ernannt. Ferdinand Oetker ist 2004 als Direktor in das Unternehmen eingetreten. Zum 1. März 2006 hat der Gesellschafterausschuss des Bankhaus Lampe den 2004 aus dem Vorstand der Bayerischen Hypo- und Vereinsbank ausgeschiedenen Stephan Schüller als Sprecher der persönlich haftenden Gesellschafter der Bankhaus Lampe KG berufen. Er folgte auf Christian Graf von Bassewitz, der in den Ruhestand trat. In diesem Jahr erwarb das Bankhaus Lampe die Hamburger Beratungsgesellschaft Conetwork und eine mehrheitliche Beteiligung an der Münchener Fiduka Depotverwaltung.
2008 eröffneten Niederlassungen in Dresden und Stuttgart. Aus dem Zusammenschluss der Tochtergesellschaften Conetwork (Hamburg) und Krüger & Uhen (Frankfurt) entstand die Lampe Corporate Finance GmbH, die im Juli 2013 zur Lampe Equity Management GmbH umfirmierte. Außerdem beteiligte sich das Bankhaus Lampe an der österreichischen DALE Investment Advisors GmbH.
2009 folgte die Eröffnung der Niederlassungen in Bonn und Osnabrück. Die Beteiligung an der DALE Investment Advisors GmbH, Wien, wandelte sich in eine Mehrheitsbeteiligung. Im selben Jahr wurde die vorerst letzte Niederlassung in Bremen eröffnet und Ulrich Cosse trat als persönlich haftender Gesellschafter in die Bank ein.
Seit 2010 besteht die Lampe Capital UK Ltd. mit Sitz in London zur Betreuung institutioneller Kunden in Großbritannien. Im Juli 2010 trat Karl-Heinz Franke in den Ruhestand.
Im Mai 2014 bestellte der Beirat der Bankhaus Lampe KG Nicolas Blanchard zum persönlich haftenden Gesellschafter. Ferdinand Oetker beendete seine Tätigkeit zum 31. Januar 2015. Zum 1. Oktober 2015 übernahm Werner Schuster als persönlich haftender Gesellschafter die Position von Ulrich Cosse, der die Bank zum 30. September 2015 verlassen hatte. Mit Wirkung zum 1. Januar 2017 wurde Ute Gerbaulet zur persönlich haftenden Gesellschafterin bestellt.
Im November 2017 wurde Klemens Breuer zum persönlich haftenden Gesellschafter bestellt und nach Austritt von Stephan Schüller Ende März 2018 Sprecher der persönlich haftenden Gesellschafter. Im Dezember 2017 schieden Nicolas Blanchard und Werner Schuster aus. Im April 2018 wurde Markus Bolder zum persönlich haftenden Gesellschafter bestellt.
Seit 2018 suchte die Dr. August Oetker KG einen neuen Eigentümer für das Bankhaus, das 2018 nur noch einen Gewinn von 15 Millionen Euro erwirtschaftet hatte. Im März 2020 wurde bekannt, dass das Frankfurter Bankhaus Hauck & Aufhäuser die Bielefelder Privatbank komplett übernimmt. Nach Medienberichten liegt der Kaufpreis zwischen 200 und 300 Millionen Euro. Das Bankhaus firmiert seit dem unter dem Namen Hauck Aufhäuser Lampe Privatbank. Ende 2019 schloss die Bank ihre Niederlassungen in Bremen und Dresden.

## Niederlassungen und Tochtergesellschaften
Das Bankhaus Lampe war in Deutschland an 12 Standorten vertreten. Neben dem Stammsitz in Bielefeld hatte das Bankhaus Lampe Niederlassungen und Tochtergesellschaften in Berlin, Bonn, Düsseldorf, Frankfurt/Main, Hamburg, München, Münster, Osnabrück, Stuttgart und Wien. Einen 50-%-Anteil hielt das Bankhaus bis 2016 an der Frankfurter Investmentgesellschaft Universal Investment. Im Mai 2010 veräußerte das Bankhaus Lampe die in ihrem Besitz befindlichen Anteile an der Zürcher Atlantic-Vermögensverwaltung an die Schweizer Bank von Roll, welche zum 1. Oktober 2010 mit Atlantic fusionierte.

### Lampe Asset Management GmbH
Die Lampe Asset Management GmbH war eine 100-prozentige Tochtergesellschaft der Bankhaus Lampe KG und betreibt die institutionelle Vermögensverwaltung.

### Lampe Beteiligungsgesellschaft mbH
Die Lampe Beteiligungsgesellschaft mbH war eine 100-prozentige Tochtergesellschaft der Bankhaus Lampe KG und bietet mittelständischen Firmenkunden der Bankhaus Lampe KG ein ergänzendes Angebot rund um den Erwerb und die Verwaltung von Unternehmensbeteiligungen.

### Lampe Capital UK Ltd.
Die Lampe Capital UK Ltd. mit Sitz in London betreute institutionelle Kunden in Großbritannien.

### Lampe Privatinvest Management GmbH
Die Lampe Privatinvest Management GmbH konzentrierte sich auf Eigenkapitalfinanzierungen in Form von Mehrheits- und Minderheitsbeteiligungen für den deutschen Mittelstand.

## Geschäftsfelder
Das Spektrum der Bank umfasste die beiden Unternehmensbereiche Asset Management und Privat- & Firmenkundengeschäft sowie Kapitalmarkt und Corporate Finance.

## Kritik
Das Bankhaus Lampe soll in den Jahren 2010 bis 2012 in Zusammenarbeit mit der Volksbank Heilbronn sogenannte Cum-Cum-Geschäfte (steuerlich nicht einwandfreie Vorgänge zu Lasten der Bundesrepublik Deutschland) durchgeführt haben.